# Carol Shaw

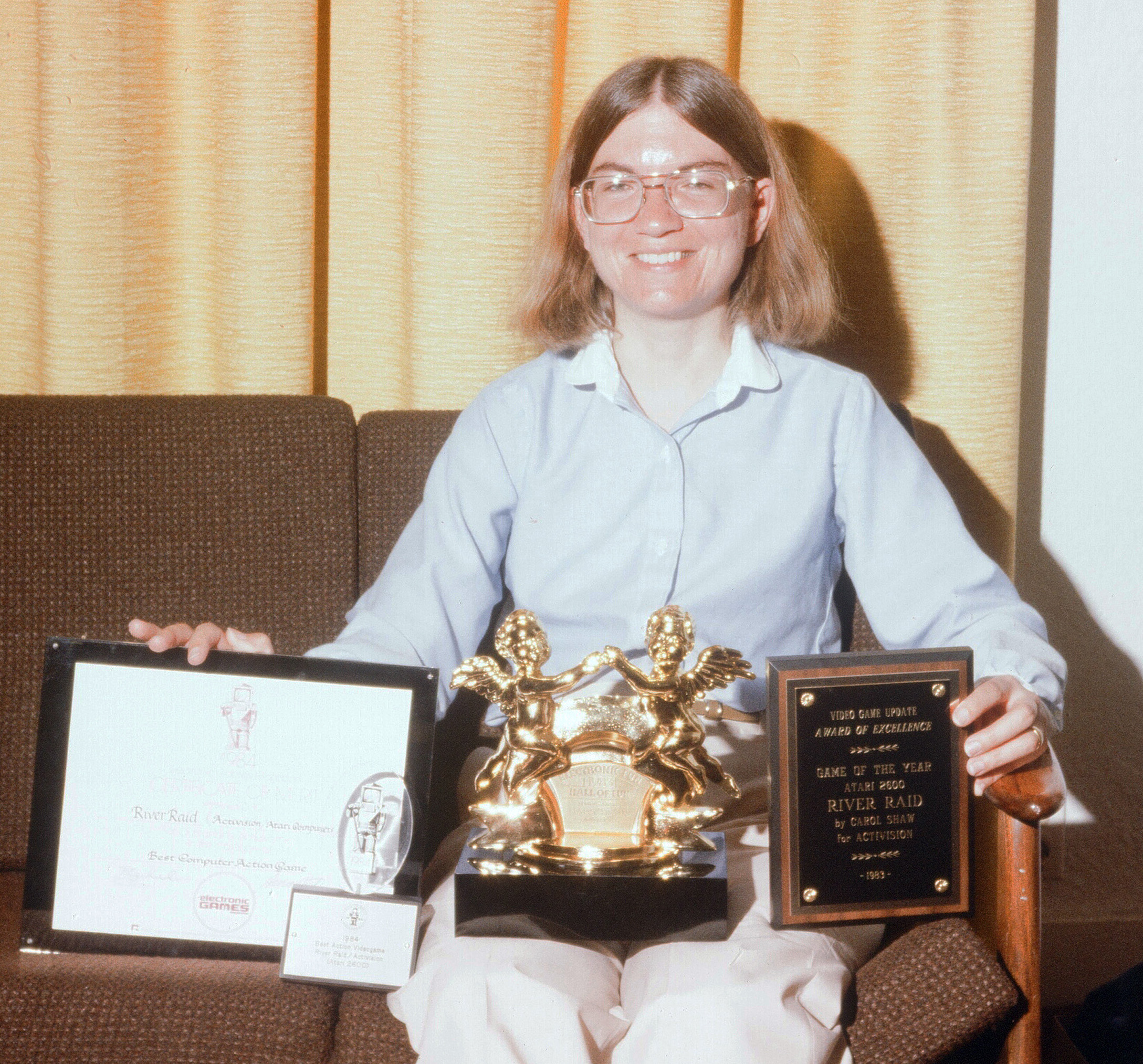
Carol Shaw mit Auszeichnungen zu River Raid, 1984

Carol Shaw (* 1955 in Palo Alto, Kalifornien) ist eine US-amerikanische Ingenieurin, die bis 1977 an der University of California, Berkeley Elektrotechnik und Informatik studierte. Sie erlangte danach vor allem als Entwicklerin von Videospielen Bekanntheit und gilt als die erste erfolgreiche Frau in diesem bis dahin von Männern dominierten Bereich der Unterhaltungsindustrie. Ihr erstes Spiel 3D Tic-Tac-Toe, eine weiterentwickelte Umsetzung des altbekannten Strategiespiels Tic-Tac-Toe, erschien Ende der 1970er Jahre für die Spielkonsole Atari 2600. Anfang der 1980er Jahre wechselte sie von Atari, Inc. zu Tandem Computers, wo sie rund 16 Monate beschäftigt war. Anschließend arbeitete sie für Activision, einer Neugründung von ehemaligen Atari-Mitarbeitern. Dort entwickelte sie das Spiel River Raid, das weltweit große Verkaufserfolge vorweisen konnte. Im Jahr 1984 verließ sie Activision wieder und arbeitete dann erneut bis 1990 bei Tandem Computers. Danach zog sie sich aus dem Berufsleben zurück. Shaw lebt in Kalifornien und ist mit Ralph Merkle, einem Forscher im Bereich der Nanotechnologie, verheiratet.